# Dragoș Staicu
Dragoș Staicu (* 12. Oktober 1985 in Predeal) ist ein ehemaliger rumänischer Skirennläufer.

## Karriere
Er nahm an den Junioren-Weltmeisterschaften 2003, 2004 und 2005 teil, wobei sein bestes Resultat Platz 42 in Montgenèvre 2003 war. Im Weltcup startete er nicht, nahm aber an mehreren FIS-Rennen teil.
2009 wurde Staicu rumänischer Meister im Riesenslalom. Kurz danach erreichte er im slowenischen Kope in der Abfahrt Platz 28 und qualifizierte sich damit für die Olympischen Winterspiele 2010 in Vancouver. Bei der Olympischen Abfahrt von Whistler Creekside verfehlte Staicu kurz nach dem Start ein Tor und schied aus. Seither ist er bei keinem internationalen Rennen mehr in Erscheinung getreten.

## Erfolge

### Olympische Winterspiele
- Vancouver 2010: DNF Abfahrt

### Juniorenweltmeisterschaften
- Briançonnais 2003: 42. Slalom, 77. Super-G, DNF Riesenslalom
- Maribor 2004: 67. Abfahrt, 77. Super-G, DNF Riesenslalom, DNF Slalom
- Bardonecchia 2005: 73. Abfahrt, 89. Super-G, DNF Slalom, DNS Riesenslalom

### South American Cup
- 3 Platzierungen unter den besten 30

### Weitere Erfolge
- Rumänischer Meister im Riesenslalom 2009